# LTH-kören
LTH-Kören är en blandad kör verksam på och kring Lunds tekniska högskola. De flesta av körens medlemmar är eller har varit studerande vid LTH. Den är en fri förening vid TLTH och dess officiella kör.
Kören grundades 1994 med Sofie Eriksson som dirigent i samband med invigningen av Lunds Tekniska Högskolas Kårhus. Den strävar efter att ha en bred och varierad repertoar, men ändå vara tillgänglig för sångare både med och utan tidigare körvana. Johan Rehnqvist tog över dirigentposten för kören efter Louise Högborg 2010. Elin Isaksson tog sedan vid 2013 och höll fanan högt ända till 2017. Simon Petersson höll därefter koll på kören 2017–2018 för att sedan lämna över till nuvarande dirigent Siri Arvidson. 
Kören sjunger på återkommande arrangemang inom universitetet såsom middagar och examenshögtider. Utöver dessa anordnar kören också en konsert för allmänheten i slutet av varje termin, och sjunger vid externa tillställningar såsom fester och luciatåg.